# Snowboard al XIII Festival olimpico invernale della gioventù europea
Lo snowboard al XIII Festival olimpico invernale della gioventù europea si è svolto dal 13 al 17 febbraio 2017 a Erzurum in Turchia. 

## Podi

### Ragazzi
| Evento       | Oro             | Argento         | Bronzo          |
| Cross        | Lucas Cornillat | Glib Mostovenko | Daniil Donskikh |
| Parallelo GS | Dmitry Loginov  | Stepan Naumov   | Žiga Ozebek     |

### Ragazze
| Evento       | Oro              | Argento              | Bronzo          |
| Cross        | Agathe Sillieres | Kim Martinez         | Ellie Soutter   |
| Parallelo GS | Elena Boltaeva   | Anastasia Kurochkina | Aydan Karakulak |

### Misto
| Evento          | Oro     | Argento | Bronzo |
| Cross a squadre | Francia | Francia | Russia |